# دالنيك (كوفاسنا)
دالنيك هي قرية تقع في إقليم كوفاسنا في رومانيا.